# Вадд
Вадд (араб. ود — «улюблений») — ім'я бога місяця та зрошення в давньоарабській міфології. В офіційному пантеоні він посідав друге місце після Астара. У святилищі оази Думат були зібрані статуї різних давньоарабських богів, серед них була і гігантська статуя божества Вадда у вигляді людини з мечем, списом, луком і сагайдаком стріл. Вадда згадується в Корані в сурі Нух як один з богів, яким поклонявся народ Нуха разом з іменами інших ідолів — Сува, Ягуса, Якука, Насра.
|  | І вони замислили велику змову та сказали: "Не цурайтеся ваших богів: Вадда, Суви, Ягуса, Яука і Насра". |

Храм, присвячений Вадду, знесений за наказом пророка Мухаммада загоном Халіда ібн аль-Валіда. Ті, хто чинив опір знесенню, були вбиті.